# دوروثي نييمبي
كانت دوروثي نومزاسي نييمبي (بالإنجليزية: Dorothy Nomzansi Nyembe)‏ (من مواليد 31 ديسمبر 1931 - والمُتوفاة في 17 ديسمبر 1998) ناشطة وسياسية جنوب أفريقية.

## حياتها
وُلدت دوروثي بالقرب من دندي، كوازولو ناتال، وهي ابنة لييا باسوليز نييمبي، التي كان والدها رئيسها شيجى. التحقت بمدارس البعثات حتى بلوغ المستوى التاسع. وكانت لديها طفلها الوحيد عندما كانت في الخامسة عشرة من عمرها. انضمت إلى المؤتمر الوطني الأفريقي عام 1952 وسرعان ما أصبحت عضوًا نشطًا. قادت النساء في ناتال في حملة دفايانس Defiance لعام 1956. كما كانت نشطة في الحركة لمقاطعة قاعات البيرة. وفي عام 1959، انتُخبت دوروثي رئيسة قسم ناتال في رابطة نساء المؤتمر الوطني الأفريقي. انضمت دوروثي إلى منظمة رمح الأمة عندما تم حظر حزب المؤتمر الوطني الأفريقي في عام 1960. وفي عام 1963، قادت النساء خلال ثورة نساء ناتال.
قضت دوروثي معظم حياتها في ظل نظام الفصل العنصري إما بموجب أوامر حظر أو في السجن، حيث تخدم من عام 1963 إلى عام 1966 ومرة أخرى من عام 1968 حتى عام 1983. انضمت نييمبي إلى منظمة نساء الولادة (NOW) بعد إصدارها عام 1984. تم إطلاق سراحها مرة أخرى من عام 1987. تم انتخابها للجمعية الوطنية في عام 1994.
حصلت دوروثي خلال مسيرتها المهنية على وسام ترتيب الصداقة بين الشعوب من الاتحاد السوفييتي، وجائزة الرئيس ألبرت لوثولي في عام 1992.